# 蓋·漢彌爾頓
蓋·漢彌爾頓（法語：Guy Hamilton，1922年9月16日—2016年4月20日），英國的電影導演，出生地於法國巴黎，但父母親常用英語和他對話，二戰時法國受德國納粹德國的占領之下，參加自由法國的反抗軍。戰後，協助導演卡羅爾·里德的電影，包括失落的偶像（1948年）和第三人（1949年），在他成為導演的第一部電影於1952年，在當時拍了不少的戰爭片和四部詹姆斯·龐德系列電影，妻子為Naomi Chance。

## 電影作品

### 007系列
- 《金手指》（Goldfinger）（1964年）
- 《金鋼鑽》（Diamonds Are Forever）1971年）
- 《生死關頭》（Live and Let Die）（1973年）
- 《金槍人》（The Man with the Golden Gun）（1974年）

### 其他主要作品
- 《入侵者》（The Intruder）（1953年）
- 《柏林葬禮》（Funeral in Berlin）（1966年）
- 《大不列顛之戰》（Battle of Britain）（1969年）
- 《六壯士續集》（Force 10 from Navarone）（1978年）
- 《捍衛最高機密》（Remo Williams: The Adventure Begins）（1985年）